# Eupithecia abdera
Eupithecia abdera là một loài bướm đêm trong họ Geometridae.